# جاي دافيدسون
جاي دافيدسون (بالإنجليزية:Jaye Davidson)، (ولد 21 مارس 1968)، ممثل وعارض أزياء إنجليزي من أب غاني وأم أنجليزية، رشح لنيل جائزة الأوسكار لفئة أفضل ممثل مساعد عام 1992 عن دوره في فيلم لعبة البكاء (بالإنجليزية:The Crying Game) كأول بريطاني أسمر يرشح لهذه الفئة، وأشتهر أيضاً بدوره في فيلم ستار جيت حين جسد شخصية رع.

## روابط خارجية
- جاي دافيدسون على موقع IMDb (الإنجليزية)
- جاي دافيدسون على موقع روتن توميتوز (الإنجليزية)
- جاي دافيدسون على موقع ألو سيني (الفرنسية)
- جاي دافيدسون على موقع أول موفي (الإنجليزية)
- جاي دافيدسون على موقع قاعدة بيانات الأفلام السويدية (السويدية)
- جاي دافيدسون على موقع إن إن دي بي (الإنجليزية)
- جاي دافيدسون على موقع قاعدة بيانات الفيلم (الإنجليزية)
- جاي دافيدسون على موقع كينوبويسك (الروسية)